# Harvey Cirque
Der Harvey Cirque ist ein Bergkessel mit einem kleinen Gletscher im südlichen Teil der Darwin Mountains im Transantarktischen Gebirge. Er liegt zwischen dem Scheuermann Spur und dem Corell Cirque. In geringem Umfang ist der Bergkessel Durchgangsstation für die Eismassen von den Prebble-Eisfällen zum Hatherton-Gletscher.
Das Advisory Committee on Antarctic Names benannte den Bergkessel 2001 nach dem US-amerikanischen Geologen Ralph P. Harvey von der Case Western Reserve University, der zwischen 1992 und 2001 am Antarctic Search for Meteorites program beteiligt war.